# 湯河原町立吉浜小学校
湯河原町立吉浜小学校（ゆがわらちょうりつ よしはましょうがっこう）は、神奈川県足柄下郡湯河原町吉浜にある公立小学校。

## 沿革
- 1873年（明治6年）5月 - 吉浜にある村内寺院永潮院の本堂に「成教舎」創立[2]。
- 1882年（明治15年）5月 - 吉浜村妻込に校舎を新築し、「吉浜小学校」と称する[2]。
- 1897年（明治30年）5月 - 八雲台に校舎を新築、高等科を併置し「尋常高等吉浜小学校」と改称[2]。
- 1923年（大正12年）
  - 1月 - 移転[2]。
  - 9月 - 関東大震災のため新築校舎の全部が倒壊する[2]。
- 1924年（大正13年）
  - 9月 - 校舎新築[2]。
- 1935年（昭和10年）6月 - 校旗制定後援会より校旗の寄贈[2]。
- 1941年（昭和16年）4月 - 「吉浜町国民学校」に改称[2]。
- 1947年（昭和22年）4月 - 「吉浜町立吉浜小学校」に改称[2]。
- 1953年（昭和28年）7月 - 創立80周年祝賀記念式挙行、校歌制定[2]。
- 1955年（昭和30年）4月 - 町村合併により、「湯河原町立吉浜小学校」に改称[2]。
- 1963年（昭和38年）11月 - 講堂創立90周年並びに講堂落成記念式を挙行[2]。
- 1973年（昭和48年）10月 - 100周年の記念事業として、玄関前庭園整備、運動場にスプリンクラー施設[2]。
- 1983年（昭和58年）3月 - 体育館完成。
- 1987年（昭和62年）4月 - 学区の再編成。川堀、吉浜東地区は、東台福浦小学校学区になる。
- 1989年（平成元年）2月 - 県教育委員会教育課程推進校として、研究発表会を行う。
- 1990年（平成2年）2月 - 県教育委員会児童指導推薦研究校となり、研究報告会を行う。
- 1997年（平成9年）10月 - 「個が生き共に学び合う算数科学習指導法の工夫」研究発表会。
- 1998年（平成10年）10月 - 県一健康推進学校（大規模の部）として表彰される。
- 1999年（平成11年）11月 - 創立125周年記念行事を実施する。
- 2000年（平成12年）10月 - 炬火リレー見学など国体への協力。
- 2003年（平成15年）5月 - 創立130周年記念式。関連行事を行う。
- 2015年（平成27年）9月 - 体育館耐震補強工事完了。
- 2019年（令和元年）
  - 8月 -  校舎ベランダの手すり等を塗装。
  - 10月 -   被爆アオギリを中庭に植樹。
- 2020年（令和2年）3月 -  体育館と校舎に車いす用のスロープを設置。
- 2023年（令和5年）4月29日 - 開校150周年記念式典挙行し、お祝いの会開催[1]。
- 2024年（令和6年）6月22日 - 開校150周年記念事業の一環として、『「開校百年」銘板』クリーニング作業実施[3]。

## 通学区域
出典
- 中央1丁目（7番(11号・12号)、8番、9番、11番〜16番、17番(1号と8号を除く)、18番以降）
- 中央2丁目（2番(3号〜9号、13号、15号〜21号、25号以降)、3番以降）
- 中央3丁目（全域）
- 中央4丁目（全域）
- 中央5丁目（全域）
- 吉浜（1番～17番、29番～39番、660番～1918番、2013番～2020番、2022番～2035番）
- 鍛冶屋（1番～927番、932番～938番、947番～956番）

## 進学先中学校
- 湯河原町立湯河原中学校

## 周辺
- 宗徳院 - 湯河原町道をはさんで、一部敷地が隣接。
  - また、宗徳院以外の寺院も点在。
- 新崎川
- 湯河原町文化福祉会館
- 国道135号線
- 湯河原海水浴場

## アクセス
- 湯河原町コミュニティバスで、『吉浜小学校前』停留所下車。